# David Hockney

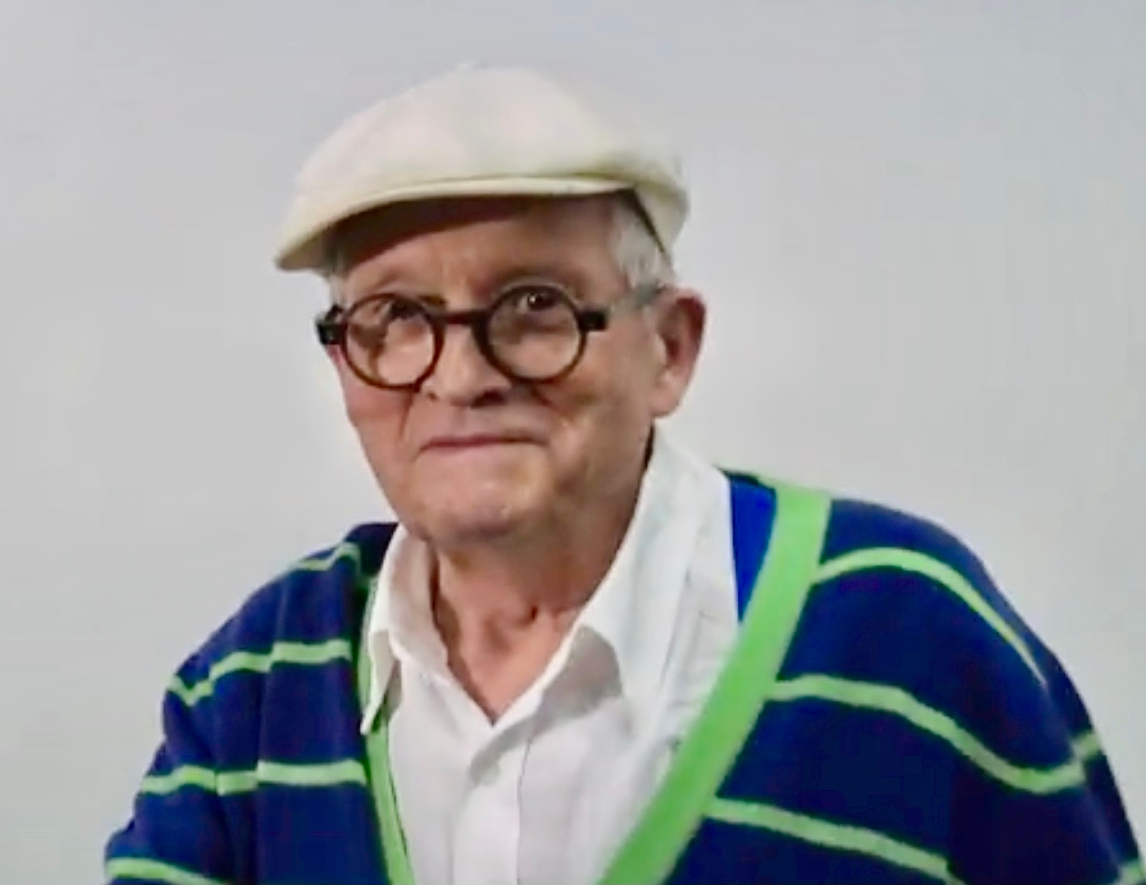
David Hockney (2017)

David Hockney, OM, CH, RA (* 9. Juli 1937 in Bradford) ist ein britischer Maler, Grafiker, Bühnenbildner und Fotograf. Er gilt als ein einflussreicher Künstler des 20. Jahrhunderts mit den Genre-Schwerpunkten Landschaftsmalerei und Porträtmalerei. Hockney wird oft als ein führender Vertreter der Pop-Art nahestehender Kunst bezeichnet, verfügt allerdings über ein eigenständiges künstlerisches Profil. Seine Werke erzielen auf Auktionen hohe Preise. So erzielte sein Bild Portrait of an Artist (Pool with Two Figures) (1972) bei einer Versteigerung bei Christie’s am 15. November 2018 einen Verkaufspreis von 90,3 Millionen US-Dollar. Bis 2019 war es das teuerste auf einer Auktion versteigerte Bild eines lebenden Künstlers weltweit.

## Leben und Wirken

### Herkunft
David Hockney wurde 1937 als viertes von fünf Kindern als Sohn des Buchhalters Kenneth Hockney und seiner Frau Laura in Bradford, West Yorkshire, England, geboren. Der Vater war Hobbymaler und förderte die künstlerische Begabung des Sohnes, indem Hockney privaten Malunterricht nehmen konnte.

### Ausbildung
Nach dem Besuch der Wellington Primary School, Bradford Grammar School, des Bradford College of Art (1953–1957), schrieb er sich 1959 am Royal College of Art in London ein. 1958 absolvierte er zuvor seinen „National Service“ als Zivildienst im Sanitätswesen. Er studierte am Royal College of Art zusammen mit Ridley Scott und lernte R. B. Kitaj kennen. Während er dort war, sagte Hockney, er fühle sich zu Hause und sei stolz auf seine Arbeit. Am Royal College of Art war Hockney neben Peter Blake in der Ausstellung Young Contemporaries zu sehen, die die Ankunft der britischen Pop-Art ankündigte.
Seine frühen Arbeiten zeigen auch expressionistische und gestische Elemente, die Ähnlichkeiten zu Werken von Francis Bacon aufwiesen. Gelegentlich, wie etwa in We Two Boys Together Clinging (1961), nach einem Gedicht von Walt Whitman, noch entstanden in seiner Studentenzeit am Royal College of Art, stellt er homosexuelle Szenen dar. Das abstrahierte Gemälde (heute im Art Council of Great Britain) mit dem liebenden männlichen Paar versah Hockney mit Zahlen und Codes, mit denen er seine Liebhaber identifizierte. Zu dieser Zeit war Homosexualität in Großbritannien noch strafbar. 1961 traf er John Kasmin, der das Talent erkannte und sein Verleger und Galerist wurde.
Als das College ankündigte, dass er seinen Abschluss nicht machen könne, wenn er 1962 nicht eine Lebenszeichnung eines weiblichen Modells fertigstellen würde, malte Hockney aus Protest das Bild Life Painting for a Diploma (1962). Das Bild zeigt homoerotische Signale. Er weigerte sich zudem, einen für die Abschlussprüfung erforderlichen Aufsatz zu verfassen, und kommentierte dazu, er solle nur nach seinen Kunstwerken beurteilt werden. In Anerkennung seines Talents und seines wachsenden Ansehens änderte das College die Vorschriften und verlieh das Diplom 1962.

### Lehrtätigkeiten
Nach dem Studienabschluss besuchte er Italien, München und Berlin. Nach dem Urlaub unterrichtete er am Maidstone College of Art, Kent (1962), an der University of Iowa (1964), an der University of Colorado in Boulder (1965), an der University of California in Los Angeles und Berkley (1966–1967) und der Hochschule für bildende Künste in Hamburg (1969). Im Jahre 1963 besuchte er Ägypten im Auftrag der Sunday Times (die die Zeichnungen nie veröffentlichte) und er stellte erstmals in einer Alleinausstellung bei der Kasmin's Gallery in New York aus. Sie war ausverkauft und Hockney gab die Lehrtätigkeit auf, weil er feststellte, dass er als Künstler wesentlich mehr verdienen konnte.

### Kunstschaffender

#### Frühwerke und Reisen
Im Jahre 1964 ließ sich Hockney in Kalifornien nieder und malte eine Serie von Ölgemälden von Swimmingpools in Los Angeles. Diese haben einen realistischeren Stil und verwenden leuchtende Acryl-Farben, die damals noch recht neu in der Malerei waren. Es entstanden beispielsweise Peter getting out of Nick’s Pool (1966) oder A Bigger Splash (1967): Über A Bigger Splash sagte Hockney, dass es ein kleines Format gab und dieses hieße Bigger, weil es größer im Format sei. Es soll eine Szene zur Mittagsstunde zeigen, und, so Hockney, „allein für den Wasserspritzer brauchte ich zwei Wochen“. In dieser Phase abstrahiert Hockney souverän eine banale Alltagswelt und inszeniert sie sinnbildhaft oder metaphorisch.
Er fertigte auch Drucke, Porträts von Freunden und Bühnenbilder für Glyndebourne, die Mailänder Scala und die Metropolitan Opera in New York City für die Genres Oper, Operette und Ballet. Hockney lebte in den späten 1960er bis 1970er Jahren zwischen Los Angeles, London und Paris. Er reiste auch viel ab 1964: Iowa, Rocky Mountains oder Beirut. Ab 1971, wie er in seiner Biografie schreibt, auch global, z. B. nach Marokko, Frankreich, Japan und Südost-Asien. 1976 bereiste er Australien und die Südsee.

#### Avantgarde
Hockney war 1968 Teilnehmer der 4. documenta in Kassel und auch auf der documenta 6 im Jahr 1977 als ausstellender Künstler vertreten. 1974 war Hockney das Thema von Jack Hazans Film A Bigger Splash (benannt nach einem von Hockneys Swimmingpool-Bildern aus dem Jahre 1967). Im Film wird das Ende der Beziehung zu seinem Partner Peter Schlesinger im Jahre 1971 thematisiert und die Entstehung des Gemäldes Portrait of an Artist (Pool with Two Figures) dokumentiert.
1972 setzte er sich mit Uwe Johnson, Heinrich Böll, Gerhard Richter, Günther Uecker, Henry Moore, Richard Hamilton, Peter Handke und Martin Walser für seinen Kollegen Joseph Beuys ein, dem vom damaligen nordrhein-westfälischen Kultusminister Johannes Rau die Lehrerlaubnis an der Kunstakademie Düsseldorf entzogen worden war.
Hockney war 1979 ein Mitbegründer des Museum of Contemporary Art, Los Angeles.

#### Fotoexperimentelle Phase
Ab 1976 veröffentlichte Hockney mit der Mappe Twenty Photographic Pictures erste fotografische Arbeiten. Zunächst verwendete er Polaroids und später 35-mm-Farbfilm, der konventionell entwickelt wurde. Hockney verwendete Polaroid-Schnappschüsse oder Fotolabor-Abzüge eines einzelnen Motivs und arrangierte ein Polagrafie-Patchwork im Sinne der Panografie, um ein zusammengesetztes Bild zu erhalten. Seine Pictures setzte er aus zuweilen über 100 einzelnen Fotografien zu einer Fotocollage zusammen. Weil diese Fotos aus verschiedenen Perspektiven und zu etwas unterschiedlichen Zeiten aufgenommen wurden, erinnert das Ergebnis an kubistische Gemälde. Eines der Hauptziele Hockneys war die Erforschung der Funktionsweise des menschlichen Sehens und Fragen der Wahrnehmung. Einige dieser Werke stellen Landschaften dar, andere sind Porträts. Beispiele dieser Schaffensphase sind Landschaften, wie Pearblossom Highway, Sun on the Pool oder Place Fürstenberg, Paris, 7., 8., 9. August 1985 oder Porträts wie David Graves Pembroke Studios London Tuesday 27th April 1982, Schwestern Imogen und Hermiane Cornwall-Jones, Mother I, My Mother, Bolton Abbey oder Kasmin. 

#### Rückkehr zur realistischen Malerei
Ab 1984 wandte sich Hockney nach einer Pause von vier Jahren wieder der Malerei zu. Man kann von einem Stilwandel sprechen, denn seine Kompositionen wiesen nun Einflüsse von Henri Matisse und Pablo Picasso auf. Gleichzeitig schuf er mit den neuen technischen Möglichkeiten die Home Made Prints, Bilder aus dem Farbkopierer, und übertrug Bilder mit Faxgeräten. Ab 1985 fertigt Hockney vermehrt auch Lithografien an, oft großformatig. Sie wurden im Sommer 1985 in Kasmin’s Gallery in London auf einer Ausstellung mit dem Titel Wider Perspectives are needed now gezeigt. Große Formate, oft Landschaftsmotive, werden nun zu einem Grundthema Hockneys.
Hockney kombiniert auch Malerei und Fotografie auf kreative Weise: 1982 nahm Hockney seine Serie von Fotografien des Grand Canyon auf, die er zu einer Collage zusammenfügte. Diesmal aber von einem Standort aus. Es entstand eine großflächige Foto-Collage von 60 Einzelfotos Grand Canyon looking North II, September 1982. Im Jahr 1986 kehrte er an den Aufnahmeort zurück, fotografierte erneut dort. Nach diesen Vorlagen malte er dann 1997–1998 die 60 einzelnen Ölbilder unter dem Titel A bigger Grand Canyon im Format 744,2 × 207 cm.
Ab den 1990er Jahren war Hockney vermehrt in seiner Heimat Yorkshire, um bei seinen älter werdenden Eltern zu sein. Im Jahre 1999 starb seine Mutter. Seine Aufenthalte seien für ihn auch eine Inspiration in Yorkshire zu malen, einer Landschaft, die er als abwechslungsreich für eine englische Grafschaft bezeichnet. Hier entstand auch eine neue Idee, die der Plein Air Malerei unter freiem Himmel: die Idee des Künstlers als Teil der Natur. Dabei entstehen großflächige, farbenreiche Bilder, die Wälder, Landschaft, Holzstapel oder Heuhaufen zeigen. Technisch entstehen sie durch eine Segmentierung der Flächen nach dem Ansatz von Grand Canyon, allerdings Plein Air und nicht im Atelier. Sie erinnern an den Landschaftsmaler Roger de Grey.
Für die Wiener Staatsoper gestaltete er 2012 ein Großbild (176 m²), welches in der Spielzeit 2012/2013 im Rahmen der von dem Wiener Kunstverein museum in progress konzipierten Ausstellungsreihe Eiserner Vorhang gezeigt wurde.
Im Jahre 2012 soll es anlässlich einer Hockney-Ausstellung der Royal Academy vom 21. Januar bis 9. April 2012 eine Werbung gegeben haben, in der es hieß: „Alle hier ausgestellten Werke wurden vom Künstler persönlich geschaffen“. Dieser Hinweis, den Hockney in einem Interview mit der Programmzeitschrift Radio Times bestätigte, sollte ein Seitenhieb auf seinen Kollegen Damien Hirst sein. Hockney kritisierte damit, dass Hirst Assistenten beschäftigt für die Produktion seiner Kunstwerke: „Das ist eine Beleidigung für jeden Handwerker … In der Kunsthochschule habe ich immer darauf hingewiesen, dass man zwar Handwerk unterrichten kann, aber nicht Poesie. Aber heutzutage versuchen sie, Poesie ohne Handwerk zu unterrichten.“
Im Oktober 2016 begleitete er Paul McCartney bei einem Auftritt im kleinen Club Pappy & Harriet’s Pioneertown Palace in Pioneertown und fertigte dabei Skizzen auf seinem iPad an.

## Privatleben
1960 bekannte sich Hockney öffentlich zu seiner Homosexualität –, und hat sie in seiner Porträtmalerei untersucht. Seine zahlreichen Reisen unternahm er bisweilen auch mit seinen Freunden.
Hockney schwimmt gerne, nach seiner Auskunft, möglichst jeden Morgen. Er ist Dackelliebhaber und hatte zwei Dackel, Stanley und Boogie, die er als seine besten Freunde bezeichnete und die er auch porträtierte. Er ist bekannt für einen farbenfrohen und exzentrischen Kleidungsstil und seine runde Brille. Hockney, der seit Jahrzehnten sein Gehör verliert, trägt seit 1979 Hörgeräte, was seiner Schaffenskraft allerdings keinen Abbruch tut. Hockney hat synästhetische Assoziationen zwischen Klangfarbe und Klangform.
Hockney ist als passionierter Raucher ein vehementer Kritiker der global eingeführten Rauchverbote. Er begründet das unter anderem damit, dass dies nur der Pharmaindustrie diene, die damit Produkte wie Prozac ungehindert verbreiten könne. Allerdings hält er Überlegungen dieser Art nicht gerade für visionäre Großtaten. Er besitzt eine California Medical Marijuana Verification Card, mit der er Cannabis für medizinische Zwecke kaufen kann.

## Werke

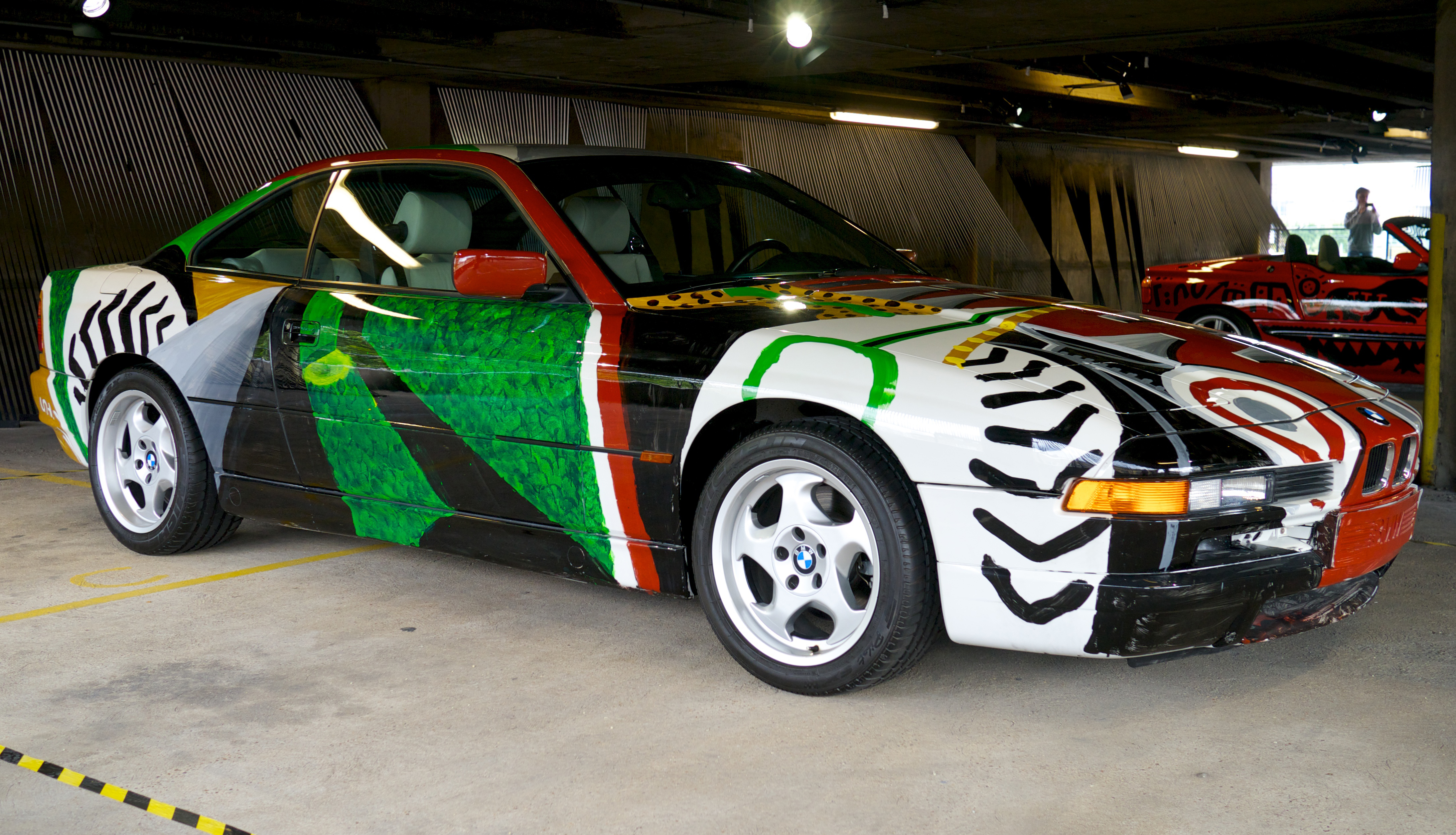
BMW-Auftragsarbeit eines BMW 850 CSi, BMW Art Car 1995

### Gesamtwerk
Das Œuvre Hockneys ist sehr vielschichtig und durchlief zahlreiche Werkperioden. Er wechselte häufig zwischen realistischer oder stilisierender Darstellung. Auch bei der Wahl der Objekte ist seine Kunst vielschichtig: Porträts, Selbstporträts, Tiere, Landschaften, Stillleben in Gemälden, Lithografien, Zeichnungen oder Aquarelle. Dazu analoge und digitale Fotos, iPad-Drucke, 3D-Fotografien und vor allem Fotocollagen von Polaroidfotos, die einen sehr spezifischen Stil Hockneys aufzeigen. Die Palette reicht bis zu Bühnenbildern, Autolackierungen und Kunstwerken mit Fax- oder Multimedia-Medien. Alleine diese Vielfalt der Medien lässt eine Begeisterung Hockneys für Technologie erkennen.
Hockneys Gesamtwerk unterscheidet sich deutlich von anderen Vertretern der Pop-Art. Er ist wesentlich privater, beschäftigt sich mit Objekten aus seinem persönlichen Umfeld. Häufig bildet er in seinen Kompositionen Personen ab, mit denen er ein persönliches Erlebnis verbindet, seine Freunde oder reale Schauplätze. Er reflektiert den zivilisatorischen Prozess nur indirekt.
Bemerkenswert sind auch seine Porträts von zwei Personen: Er versucht deren Beziehung untereinander oder zur Welt zu thematisieren. Es gibt auch einen typischen Arbeitsstil, wie Hockney sich dem fertigen Bild nähert: Wie bei anderen Künstlern entstehen zunächst Skizzen. Häufig fotografiert er auch Motive, als Polaroid oder auf Film, die er dann in Malerei „übersetzt“. Die Fotografie als Werkzeug in der Entstehungsphase ist Teil seiner Methodik.
Typisch für Hockney sind sehr kräftige Farben. Hockney entwickelte im reifen Werk auch eine Vorliebe für das Zeichnen „en plein air“, also der Künstler als Teil der Landschaft.

„Mich interessiert: die Abbildung der Welt. Die Frage, die mich beschäftigt, lautet: Wie sieht die Welt aus? Deshalb bin ich auch so von der Fotografie fasziniert.“

„Nun stehen wir am Anfang einer neuen Epoche: Jeder kann Bilder herstellen, verteilen und vermarkten. Ich verfolge diese Entwicklung mit großer Freude und Aufmerksamkeit.“

„Keep being driven. Man braucht nicht immer talentiert zu sein, man muss aber getrieben sein. Ich bin getrieben. Ich arbeite immer.“

Für seine Arbeiten ließ sich Hockney von einigen Künstlern inspirieren oder er zitierte sie, so wie Walt Whitman, William Hogarth, Pablo Picasso, Vincent van Gogh, Claude Monet, Paul Cézanne, Claude Lorrain, Igor Stravinsky, Richard Strauss oder die Gebrüder Grimm.
Anders als zu seinen Studienzeiten spricht oder schreibt Hockney gerne über Kunst. So verfasste er 1985 ein 41-seitiges Essay für die französische Vogue. Daneben schrieb er zahlreiche Bücher über seine Kunst. Hockney gibt selten Interviews, und wenn doch, so sind sie stets Sternstunden. Bisweilen erläutert er sein Werk und seine Sicht auf Kunst im Rahmen von Ausstellungen, vorgefertigt als Videoinstallation.

### Werkphasen
Hockneys Werk ist gekennzeichnet von Perioden, in denen er sich auf bestimmte, wiederkehrende Objekte, Sujets oder Techniken konzentrierte. Die Phasen sind fließend, während er eine Phase experimentell einleitet, arbeitet er noch in der vorhergehenden Phase, weshalb sich die Schaffensperioden überlappen.
Wenn man versucht, diese Phasen zu ordnen, so ergeben sich folgende Werkeinteilungen:
- Frühphase (1955–1962): In dieser experimentellen Phase erprobt Hockney seine Vielfältigkeit, vor allem während der Zeit am Royal College of Art.
- Orientierungsphase (1962–1963): Hockney nimmt Tätigkeiten als Lehrer wahr und macht seine ersten Einzelausstellungen. Seine Bilder sind überwiegend einem Symbolismus zugewandt und sind voller Metaphern: Manche wie The Sphinx (1963) erinnern an Salvador Dalí.
- Californication (1963–1967): In dieser Phase sieht man homoerotische oder symbolische Bilder, die zunehmend Motive Kaliforniens zeigen (Swimming-Pools, Palmen, Wasser). Durch A Bigger Splash (1967) erhält er Aufmerksamkeit in der Kunstwelt.
- Porträtphase (1967–1979): Es entstehen zahlreiche Porträts, aber auch Stillleben voller Symbolik. Die Porträts wirken im Wesentlichen wie Stillleben.
- Fotoexperimentelle Phase (1970–1986): Neben die Malerei tritt nun die Fotografie als Ausdruckstechnik. Zumeist in der Form der Fotocollage von Polariodfotos als Panografien. Es entstehen auch gemalte Landschaftsmotive und wiederum Verknüpfungen von Landschaftsmotiven und Fotografie, wie in Pearblossom Highway (Second Version) (1986).
- Reife Phase (1984–1998): Hockney malt ab 1984 wieder verstärkt, zunächst Porträts, Bilder des Kubismus und Symbolismus in kräftigen Farben. Er wendet sich sehr stark dem Thema Landschaft und Natur zu. Das Projekt Grand Canyon ist typisch für die langfristige Auseinandersetzung Hockneys mit einem Thema: 1982 und 1986 fotografierte er mit einer Kamera mit einem 35mm-Objektiv  den Grand Canyon, um aus diesen Vorlagen 1997–1998 A Bigger Grand Canyon als großflächiges Gemälde zu schaffen.
- Plein Air-Malerei (ab 1991): Hockney malt ab 1991 weiter intensiv.[7] Er malt draußen in der Landschaft (en plein air) von Yorkshire, seiner Heimat. Die Bilder sind meist großflächig, farbenreich und entstehen technisch durch eine Segmentierung der Flächen nach dem Ansatz von Grand Canyon. Es bestehen Analogien zu Werken von van Gogh, den Hockney gerne zitiert.

### Herausragende Werke
- Peter Getting Out of Nick’s Pool (1966), Acryl auf Leinwand, 152 × 152 cm, Walker Art Gallery, Liverpool[24]
- Sunbather (1966), Museum Ludwig, Köln
- Beverly Hills Housewife (1966–1967), Acryl auf zwei Leinwänden, Privatsammlung[25]
- A Bigger Splash (1967), Acryl auf Leinwand, 242,5 × 243,9 cm, Tate Gallery, London[26]
- Savings and Loan Building (1967), Acryl auf Leinwand, Smithsonian American Art Museum, Washington D.C.[27]
- American Collectors (Fred and Marcia Weisman) (1968), Acryl auf Leinwand, Art Institute of Chicago[28]
- Le Parc des Sources, Vichy (1970), Acryl auf Leinwand, Format 214 × 305 cm, Privatsammlung Marquis of Hartington, London[29]
- Mr and Mrs Clark and Percy (1970–1971), Acryl auf Leinwand, Tate Gallery London[30]
- Portrait of an Artist (Pool with Two Figures) (1972), Acryl auf Leinwand, 213,5 × 305 cm, Privatsammlung[31]
- George Lawson and Wayne Sleep (1972–1975), Acryl auf Leinwand, Tate Gallery, London[32]
- My Parents (1977), Öl auf Leinwand, Tate Gallery, London[33]
- Peter Schlesinger with Polaroid Camera (1977), Öl auf Leinwand, Astrup Fearnley Museum of Modern Art, Oslo[34]
- Mulholland Drive: The Road to the Studio, 1980 (1980), Acryl auf Leinwand, Los Angeles County Museum of Art (LACMA)[35]
- Sun on the Pool, Foto-Collage (1982),[36]
- A Visit with Christopher and Don, Santa Monica Canyon (1984), Museum Ludwig, Köln
- Pearblossom Highway 11-18.th April 1986 (Second Version) (1986), Foto-Collage, 198 × 282 cm, J. Paul Getty Museum, Los Angeles[37]
- A Bigger Grand Canyon (1998), Öl auf 12 × 5 = 60 Leinwänden, 7.442 x 2.070 cm, National Gallery of Australia, Canberra[38][39]
- A Closer Grand Canyon, 1998 (1988), Öl auf 60 Leinwänden, Louisiana Museum of Modern Art, Humlebæk (DK)[40]
- Garrowby Hill (1998), Öl auf Leinwand, Museum of Fine Arts, Boston[41]
- The Massacre and the Problem of Depiction, after Picasso, 2003 (2003), Aquarell, David Hockney Foundation[42]
- Woldgate Woods, 6 & 9 November 2006 (2006), Öl auf 6 Leinwänden,[43]
- Bigger Trees Near Warter or/ou Peinture sur le Motif pour le Nouvel Age Post-Photographique (2007), Öl auf 50 Leinwänden, 460 × 1.220 cm, Tate Gallery, London[44]
- Three Trees near Thixendale, Summer, Autumn, Winter (2007/2008), Öl auf 4 Leinwänden[45][46]
- The Big Hawthorne (2008), Öl auf 9 Leinwänden, 274,3 × 365,8 cm
- More Felled Trees on Woldgate (2008), Öl auf 2 Leinwänden[47]
- The Arrival of Spring in Woldgate, East Yorkshire in 2011 (twenty eleven) (2011), Öl auf 32 Leinwänden, Société des Amis du Musée National d’Art Moderne, Centre George Pompidou, Paris[48]
- A Year in Normandie (2020/21), iPad-Gemälde, 1 × 90,75 m[49]

## Rezeption

### Wertung
Von der Kunstkritik wurde Hockney bereits sehr früh zu einem großen Künstler erklärt. Im Wesentlichen unter dem Etikett der Pop-Art, als Stil der Zeit, feierte man ihn als herausragenden und talentierten Künstler. Für seine Kritiker gilt er allerdings auch als leicht, gefällig, einfach und bisweilen nur schön. Kritiker nannten Hockney einst „Cole Porter der Malerei“ oder gar den „Cliff Richard der Malerei“. Der Kurator Stephan Diederich (Hockney-Werkschau 2012-2013 im Museum Ludwig, Köln) charakterisierte Hockney wie folgt: „Oberflächlichkeit durch das Vermögen zur Abstraktion, Unbekümmertheit durch Souveränität und Megalomanie durch den Wunsch, kleinste Details wie auch das große Ganze im Blick zu haben.“
Faktisch war Hockney stets Avantgarde, was man belegen kann mit den unterschiedlichen Techniken und Medien, die er anwandte. Vor allem widerstand er dem Zeitgeist abstrakter Kunst und malte figurativ. Die Preise, die seine Arbeiten bei Auktionen erzielen, sprechen für die Anerkennung seines Schaffens.

### Auszeichnungen und Preise (Auswahl)
- Life Drawing Prize des Royal College of Art (1962)[7]
- John Moores Painting Prize (1967)
- American Academy of Arts and Letters (1981)[51]
- Honorary Doctorate, Otis College of Art and Design (1985)
- Praemium Imperiale (1989)

- Mitglied der Académie royale des Sciences, des Lettres et des Beaux-Arts de Belgique (1986)[52]
- Royal Academy of Arts, London (1991)[11][53]
- American Academy of Arts and Sciences (1997)
- Order of the Companions of Honour (1997)
- Kulturpreis der Deutschen Gesellschaft für Photographie (1997)
- Royal Academician Order of Merit (2012).

## Ausstellungen und Archive

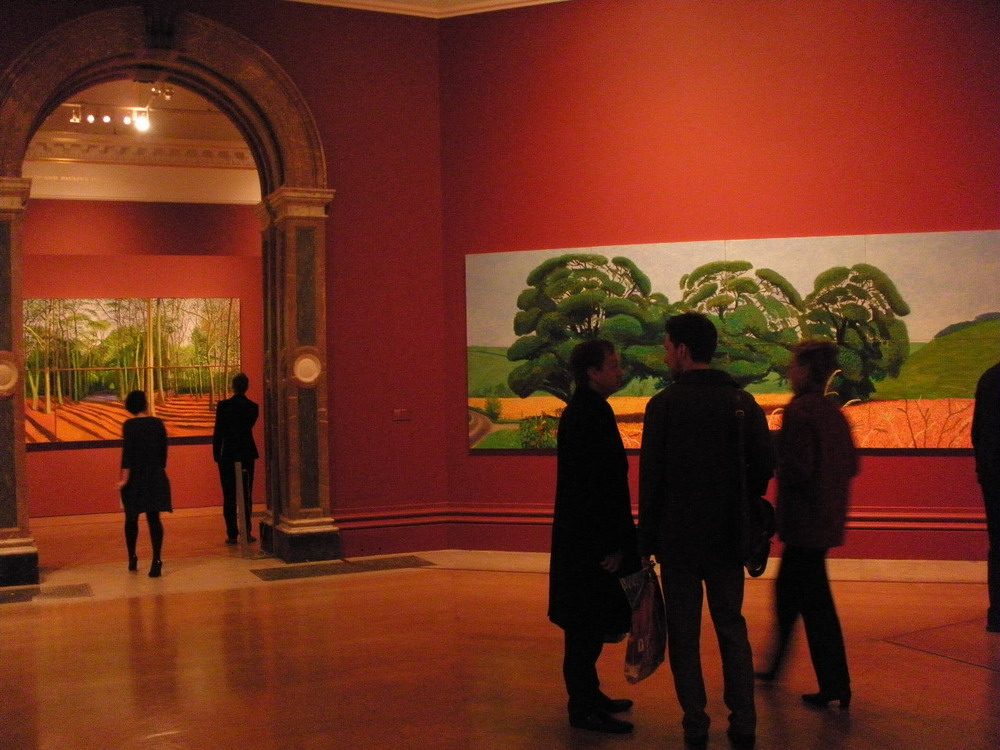
Hockney-Ausstellung in der Royal Academy of Arts in London (Januar 2012)

### Stiftung
Viele seiner Werke finden sich heute in der alten Textilfabrik Salts Mill in Saltaire in der Nähe seines Heimatortes Bradford. Die David Hockney Foundation gründete Hockney 2008, sowohl in Großbritannien als auch in den USA. Im Jahr 2012 übertrug Hockney einen großen Teil seiner Werke an die Stiftung und spendete zudem einen hohen Geldbetrag als Stiftungskapital. Der Auftrag der Stiftung besteht darin, die Wertschätzung und das Verständnis der visuellen Kunst und Kultur durch die Ausstellung, Erhaltung und Veröffentlichung von David Hockneys Werken zu fördern. Die Stiftung besitzt über 8.000 Werke, darunter Gemälde, Zeichnungen, Aquarelle, vollständig aufbereitete Drucke, Bühnenbilder, Filme mit mehreren Kameras und andere Medien. Sie verwaltet auch 203 Skizzenbücher und Hockneys persönliche Fotoalben aus den Jahren 1961 bis 1990. Die Stiftung organisiert verschiedene Leihgaben an Museen und Ausstellungen auf der ganzen Welt.

### Permanente Ausstellungen
Seine Arbeiten befinden sich in zahlreichen öffentlichen und privaten Sammlungen weltweit, darunter:
- Honolulu Museum of Art, Honolulu (USA)
- Museum of Fine Arts, Boston, Boston (USA)
- National Gallery of Australia, Canberra (AUS)
- Louisiana Museum of Modern Art, Humlebæk (DK)
- Art Institute of Chicago, Chicago (USA)
- National Portrait Gallery, London (UK)
- Tate Gallery of Modern Art, London (UK)
- J. Paul Getty Museum, Los Angeles (USA)
- Los Angeles County Museum of Art, Los Angeles (USA)
- Walker Art Center, Minneapolis (USA)
- Metropolitan Museum of Art, New York City (USA)
- Museum of Modern Art, New York City (USA)
- Centre Georges Pompidou, Paris (F)
- Fine Arts Museums of San Francisco, San Francisco (USA)
- Museum of Contemporary Art, Tokyo (J)
- Aboa Vetus & Ars Nova, Turku, (FIN)
- Mumok, Ludwig Foundation, Wien (A)
- Hirshhorn Museum and Sculpture Garden, Washington, D.C. (USA)
- Smithsonian American Art Museum, Washington, D.C. (USA)
- Muscarelle Museum of Art, Williamsburg (USA)
- Museum Gunzenhauser, Chemnitz (D)

### Temporäre Ausstellungen
- 1969: Kunstverein Ingolstadt
- Pinakothek der Moderne, München (Sammlung Stoffel)
- 2009: David Hockney. Nur Natur. Kunsthalle Würth, Schwäbisch Hall[55]
- 2012: A Bigger Picture. Museum Ludwig, Köln. Katalog.
- 2016: David Hockney RA: 82 Portraits and 1 Still-life. Royal Academy of Arts, London. Katalog.
- 2017: David Hockney. Tate Britain, London.
- 2020: David Hockney. Die Tate zu Gast. Bucerius Kunst Forum, Hamburg, 1. Februar bis 10. Mai 2020
- 2022: David Hockney. Moving Focus. Kunstmuseum Luzern.
- 2022: David Hockney – Landschaften im Dialog. Gemäldegalerie Berlin[56]
- 2023: David Hockney. A Year in Normandie und Sammlung Würth. Museum Würth 2, Künzelsau[57][58]

## Hockneys Kommentare
David Hockney nutzt seine Bekanntheit gerne zu Kommentaren. So äußerte er sich zu sehr unterschiedlichen Themen wie folgt:
- Über Gerhard Richter: „Ich kann einfach keine Tiefgründigkeit erkennen. Er macht immer das nächste Tschanktschank mit der Rakel, das ist schon okay, aber ich sehe nicht, was da groß dran sein soll.“[59]
- Über Umweltzerstörung: „Manchmal werde ich ganz depressiv, wenn ich daran denke, was wir Menschen dem Planeten antun. Menschen sind sehr zerstörerisch. Kein Wunder, daß die Natur da zurückschlägt.“[60]
- Über die Fotografie: „Ja, ich glaube, die Fotografie stirbt langsam. Auch sie hat ihre Zeit gehabt und wendet sich längst wieder der Malerei zu, wo sie einst hergekommen ist.“[60] und „Die Fotografie war nichts anderes als das ultimative Renaissance-Bild. Es ist die mechanische Formulierung der Perspektive-Theorien der Renaissance. Ich bin fast besessen von dieser Idee, von diesem Irrtum der Moderne. Nicht die Fotografie wird überleben, sondern die Malerei. Sie ist die Avantgarde.“[60]
- Über das Rauchen: „Man wird verfolgt als Raucher. Ich rauche gern. Eigentlich ständig. Rauchen ist gut für die Augen, das hat schon Balthus gesagt.“[60]
- Über Malsitzungen: „Für Lucian Freud saß ich 120 Stunden lang still! Ich wusste, dass er lange brauchte, weil er immer gern tratschte. Ich selbst spreche nie beim Malen.“[9]
- Über Jeff Koons: „… ein furchtbarer Maler. Furchtbarer Maler. Die Skulpturen sind was anderes“[61]
- Über Cannabis: „Warum ist das Zeug illegal? Ich nehme an, dahinter steckt vor allem die Alkohol-Lobby. Alkohol hat Freunde von mir zerstört und getötet, aber ich habe nie jemanden getroffen, dem Weed geschadet hätte.“[62]
- Über die Welt: „Ich liebe es, mir die Welt anzusehen. Es hat mich schon immer interessiert, wie wir sehen und was wir sehen. Die Welt ist aufregend, auch wenn man das von vielen Bildern nicht behaupten kann.“[63]
- Über Gott: „Meine Schwester erklärte mir einmal: Gott ist der Raum um uns herum.“[10]
- Über das Lachen: „Ein befreundeter Arzt hat mir das Lachen empfohlen. Er sagt: Ein Körper, der lacht, kann, während er lacht, keine Angst empfinden. Ein Moment der Erholung.“[10]
- Über kalifornischen Regen: „Er regnet in den Regenzeiten, im Dezember, Januar, Februar. Der Regen fällt sehr gerade vom Himmel herunter, weil es in Kalifornien kaum Wind gibt, es regnet wirklich wie in dem Musical Singin’ in the Rain. Der Regen fällt in Kalifornien wie an Fäden gezogen, während er in England eher schräg einfällt.“[10]
- Über Yorkshire: „Es gibt Berge, Moore, Felder. Es ist abwechslungsreich für eine englische Grafschaft.“[10]
- Über Pop: „Pop war doch wunderbar. Aber ich muss sagen, dass mich dieser Begriff nie sehr interessiert hat. Pop ist mir egal.“[10]
- Über die klassische französische Moderne: „Die französische Moderne ist Pop, da kommt doch alles her. Lichtenstein ist von Fernand Léger beeinflusst. (…) Ich fühle mich noch immer jung, wenn ich diese Bilder anschaue. Man kann eigentlich nicht sterben, solange man diese Bilder betrachtet.“[10]
- Über Musik: „Ich habe Musik immer gemocht, aber ich bin nicht sicher, ob meine Musikalität besonders ausgeprägt ist. Dabei habe ich eine ehrgeizige musikalische Ausbildung genossen, ich bin mit dem Hallé-Orchester aus Manchester aufgewachsen.“[10]
- Über Bühnenbilder: „Meine Regel Nummer eins beim Bühnenbildentwerfen lautet: Die Bühne muss der Musik dienen, nicht andersherum.“[10]
- Über Perspektiven: „Der Grand Canyon fasziniert mich, weil es dort keine Perspektive gibt. Der Betrachter muss viele Blicke werfen, das Ganze in den Blick nehmen.“[10]
- Über Farben: „Wir alle sehen Farben unterschiedlich, nicht wahr? Farben werden wesentlich subjektiver wahrgenommen als Formen. Wie heißt Matisses berühmter Ausspruch? Zwei Kilo Blau sind blauer als ein Kilo Blau. Sehr tiefsinnig.“[10]
- Über iPad-Kunst: „Man kann ganz wundervoll darauf malen. Und man kann den Entstehungsprozess des Gemäldes als Film abspielen.“[10]
- Über Geschichte: „Für 500 Jahre war die Kirche der bestimmende Lieferant von Bildern. Und sie hatte die soziale Kontrolle. Im 19. Jahrhundert ging der Kirche diese Kontrolle verloren. Im 20. Jahrhundert ging die soziale Kontrolle von Fotos und Filmen aus. Nun stehen wir am Anfang einer neuen Epoche: Jeder kann Bilder herstellen, verteilen und vermarkten. Ich verfolge diese Entwicklung mit großer Freude und Aufmerksamkeit.“[10]
- Über sein eigenes Talent: „Ich male gute Porträts! Ich gebe mir hier erneut: 7,5. Picasso setze ich auf zehn.“[10]
- Über Hedonisten: „Kein Künstler kann Hedonist sein. Ich bin ein Arbeiter. Aber ich bewundere Hedonisten.“[10]

Literarisches Werk
- 1994: David Hockney (Hrsg.: Nikos Stangos): Die Welt in meinen Augen, (Autobiografie 1973–1992), VGS Verlag, Köln, ISBN 3-8025-1273-1.
- 2001: Geheimes Wissen. Verlorene Techniken der Alten Meister wieder entdeckt von David Hockney. Knesebeck, ISBN 3-89660-092-3.

## Filmdokumentation
- A Bigger Splash. Britischer Dokumentarfilm von Jack Hazan aus dem Jahr 1974, 101 Minuten (O.m.U.).[64]
- Hockney at the Tate. Britischer Dokumentarfilm von Alan Benson aus dem Jahr 1988, 52 Minuten, erschienen bei Arthaus Musik GmbH 2007, ISBN 978-3-939873-14-3.
- A Bigger Picture. Britischer Dokumentarfilm von Bruno Wollheim aus dem Jahr 2009, 60 Minuten (O.m.U.).[65]
- David Hockney at the Royal Academy of Arts. Britischer Dokumentarfilm von Phil Grabsky aus dem Jahr 2017, 85 Minuten (O.m.U.).

## Musik
- Der deutsche Komponist Moritz Eggert schrieb im Jahre 2007 das Werk Number Nine VII: A Bigger Splash für Altsaxophon, Jazz-Bass und Orchester, mit direktem Bezug auf Hockneys berühmtestes Bild.[66]